# 살인의뢰
《살인의뢰》는 2015년에 개봉한 대한민국의 영화이다.

## 줄거리
베테랑 형사 태수는 뺑소니 사건 용의자 강천이 연쇄 살인범임을 밝혀낸다. 하지만 기쁨도 잠시, 자신의 여동생 수경이 강천의 마지막 희생자였음을 알게 된다. 강천은 사형을 선고받지만, 희생자들의 시신이 있는 곳을 밝히기를 거부하여 태수와 그의 매형 승현은 큰 고통에 빠진다. 3년 후, 태수는 조폭 두목 살인사건을 수사하던 중 뜻밖에도 승현이 유력한 용의자임을 발견한다. 수사를 진행할수록, 태수는 조직의 전 두목이 현재 강천과 같은 교도소에 수감되어 있으며, 강천이 이전보다 훨씬 건강하고 잘 지내고 있다는 사실을 알게 된다.

## 캐스팅
- 김상경 : 민태수 역 - 수경 오빠. 형사
- 김성균 : 이승현 역
- 박성웅 : 조강천 역 -
- 조재윤 : 김기석 역 - 형사
- 김의성 : 손명수 역
- 기주봉 : 최영진 계장 역
- 윤승아 : 민수경 역 - 승현 아내
- 오대환 : 칼치 역
- 현성 : 남 형사 역
- 지상혁 : 신 형사 역
- 최현욱 : 박 형사 역

- 이다희 : 아이엄마 역
- 김영조 : 김대리 역
- 김미야 : 여차장 역
- 이상인 : 은미 역
- 박근석 : 트럭운전수 역
- 한겸 : 현장검증 젊은녀 역
- 홍성덕 : 현장검증 중년남 역
- 한희정 : 현장검증 중년녀 역
- 윤종원 : 기자 1 역
- 주예린 : 기자 2 역
- 김정수 : 경찰서장 역
- 손상경 : 오영석 역
- 김빈 : 마담 역
- 장보규 : 교정관 역
- 윤병희 : 교도관 1 역
- 곽영재 : 관리자 역
- 권미르 : 남자아이 역
- 박예원 : 여자아이 역
- 위서율 : 가은 역
- 김나연 : 어린수경 역
- 장재혁 : 어린태수 역
- 류대식 : 구경꾼 1 역
- 성현미 : 구경꾼 2 역
- 박재한 : 유치장경찰 역
- 박성진 : 경찰 1 역
- 이진수 : 경찰 2 역
- 김미희 : 수간호사 역
- 이은빈 : 간호사 역
- 심용섭 : 검사 역
- 이정훈 : 짜장면배달부 역
- 이용출 : 수감자 1 역
- 김덕순 : 수감자 2 역
- 태욱 : 수감자 3 역
- 유창한 : 강력2팀장 역
- 정승진 : 강력2팀 1 역
- 강석원 : 강력2팀 2 역
- 윤승연 : 여자경찰 역
- 한호용 : 경찰서 앞 형사 역
- 김종국 : 분석관 역
- 이영자 : 할머니 역
- 장연서 : 어린가은 역
- 조재붕 : 경찰청장 역
- 김원중 : 칼치부하 1 역
- 성승주 : 칼치부하 2 역
- 이무녕 : 칼치부하 3 역
- 장원종 : 최용출 역
- 한송희 : 피해자 1 역
- 오혜정 : 피해자 2 역
- 장소영 : 피해자 3 역
- 남유미 : 피해자 4 역
- 김묘진 : 피해자5 역
- 원근수 : 젊은 오영석 역
- 김기현 : 젊은 칼치 역
- 이원찬 : 검사목소리/ 남자기자목소리 역
- 백종숙 : 여자아나운서목소리 역
- 형은아 : 병원안내방송목소리 역
- 박혜미 : 피해여성목소리 역
- 김준형 : 젊은 손명수 역

- 송영창 : 판사 역 (특별출연)
- 임종윤 : 경식 역 (특별출연)